# Zuzana Brabcová
Zuzana Brabcová (Praga, 23 de març de 1959 - 20 d'agost de 2015) va ser una novel·lista txeca.

## Biografia
Després de finalitzar l'educació secundària, Zuzana Brabcová va ser ajudant en un hospital i després va treballar com a netejadora. Després de la Revolució de Vellut (1989) va estar treballant al Ministeri d'Afers exteriors i després va ser editora de Český spisovatel i Hynek. Posteriorment va exercir com a editora de publicacions Garamond.

## Obra
En la seva primera novel·la, Daleko od stromu (1984), Zuzana Brabcová descriu el trauma existencial d'una jove adolescent que intenta comprendre la seva pròpia generació i entendre què la fa diferent de la dels seus pares. L'autora elabora una paràbola del món actual on es barregen antigues llegendes de mítics significats amb l'esdevenir quotidià en la Txecoslovàquia de principis dels 80. En l'època de la publicació d'aquesta obra —abans de la caiguda del règim comunista—, Brabcová es va convertir en una icona de la literatura txeca independent.
Zlodějina es va publicar el 1995 i va ser rebuda amb entusiasme per la crítica. Amb una prosa metafísica, el text combina dues històries: la d'un home i la d'una dona que tenen una breu trobada, sent les seves imatges i desitjos interns molt més importants que les seves vides exteriors.
La tercera novel·la de l'autora, Rok perel (2000), ha estat considerada la primera novel·la txeca de temàtica lesbiana. Ambientada en una societat cada vegada més globalitzada i superficial, els principals personatges de la novel·la —que presenten certs traços autobiogràfics—, tenen la sensació de fracassar en la vida i de no trobar-hi el sentit.
La seva posterior obra, Stropy, està ambientada en un asil psiquiàtric, lloc on apareixen exposades les relacions humanes així com els diferents traumes existencials. En certs moments, l'estil narratiu discorre dins del gènere fantàstic, barrejant-se el món real amb el dels somnis. El seu títol al·ludeix a l'element que les persones hospitalitzades en institucions psiquiàtriques veuen amb més freqüència —un sostre. Aquesta novel·la va ser guardonada amb el premi Magnesia Llitera el 2013.
Un dels principals temes de la narrativa de Brabcová és la dificultat —i fins i tot l'absència— de comunicació entre les persones en la societat actual. D'acord amb el professor Lubomír Machala, l'obra de Brabcová es caracteritza per «la cerca de nosaltres mateixos, les nostres relacions amb nosaltres mateixos i la resta del món, la nostra posició al món i les formes d'establir-hi arrels».

## Obres

### Novel·la
- Daleko od stromu (1984)
- Zlodějina (1995)
- Rok perel (2000)
- Stropy (2012)
- Voliéry (2015)